# Delhi
Delhi, med domačini poznan kot Dilli (hindijsko दिल्ली, pandžabsko ਦਿੱਲੀ, urdujsko دلّی), uradno ozemlje nacionalne prestolnice (NCT) Delhi, je mesto in zvezno ozemlje Indije, ki vsebuje New Delhi, glavno mesto Indije. NCT pokriva območje 1484 kvadratnih kilometrov. Z več kot 16,8 milijona prebivalcev širšega velemestnega območja (po štetju iz leta 2011) je drugo največje velemesto v Indiji in osmo največje na svetu. Z imenom Delhi včasih označujejo New Delhi, ki je administrativna prestolnica Indije in leži znotraj zveznega ozemlja Delhi. Mestna aglomeracija Delhija, ki vključuje satelitska mesta Ghaziabad, Faridabad, Gurgaon in Noida na območju, znanem kot Regija nacionalne prestolnice (NCR), ima po ocenah več kot 28 milijonov prebivalcev, zaradi česar je največje metropolitansko območje v Indiji in drugo največje na svetu (za Tokiom).
Ob reki Jamuna, predvsem na njenem zahodnem ali desnem bregu, Delhi deli meje z zvezno državo Utar Pradeš na vzhodu in z državo Harjana v preostalih smereh. 
Topografija srednjeveške utrdbe Purana Qila na bregovih reke Yamuna se ujema z literarnim opisom citadele Indraprastha v sanskrtskem epu Mahabharata; vendar pa izkopavanja na tem območju niso odkrila nobenih znakov starodavnega grajenega okolja. Mesto se je pričelo hitro razvijati v 13. stoletju po vzponu Delhijskega sultanata, ko je postalo pomembno politično, trgovsko in kulturno središče na trgovskih poteh med severozahodno Indijo ter planjavami Inda in Gangesa na vzhodu. Med letoma 1649 in 1857 je bil Delhi prestolnica Mogulskega cesarstva. Vse tri Unescove svetovne dediščine v mestu, Qutub Minar, Humajunova grobnica in Rdeča trdnjava, pripadajo temu obdobju. Delhi je bil zgodnje središče sufizma in kavali glasbe (oblika sufijskega islamskega nabožnega petja). Imeni Nizamuddin Auliya in Amir Khusrau sta vidno povezani z njim. Narečje Khariboli v Delhiju je bilo del jezikovnega razvoja, ki je povzročil literaturo urdujščine in kasneje sodobne standardne hindijščine. Glavna urdujska pesnika iz Delhija sta Mir Taqi Mir in Mirza Ghalib.
V času vladavine Britanske vzhodnoindijske družbe je bila prestolnica Kalkuta, leta 1911 pa je kralj Jurij V. ukazal prenesti sedež oblasti nazaj v Delhi. V ta namen je bil v 1920-ih letih južno od središča mesta zgrajen New Delhi, ki je svoj položaj obdržal tudi po osamosvojitvi Indije leta 1947.
Delhi je tako še danes pomembno politično, gospodarsko in kulturno središče Indije.

## Toponim
Obstajajo številni miti in legende, povezane z izvorom imena Delhi. Eden od njih izhaja iz Dhillu ali Dilu, kralja, ki je leta 50 pred našim štetjem zgradil mesto na tej lokaciji in ga poimenoval po sebi. Druga legenda trdi, da ime mesta temelji na prakritski besedi dhili ('ohlapen') in da so jo Tomari uporabljali za označevanje mesta, ker je imel železni steber Delhija šibek temelj in ga je bilo treba premakniti. Glede na Pandžabske zapiske in poizvedbe je bilo ime mesta v času kralja Prithviradža dilpat in da dilpat in dilli verjetno izhajata iz stare hindujske besede dil, ki pomeni 'veličina'. Nekdanji direktor Indijskega arheološkega zavoda Alexander Cunningham je omenil, da je dilli pozneje postal dihli/dehli. Nekateri menijo, da so se kovanci v obtoku v regiji pod Tomari imenovali dehlival. Po Bhavišja Purani je kralj Prithiviradža iz Indrapraste zgradil novo utrdbo na današnjem območju Purana Qila za udobje vseh štirih kast v njegovem kraljestvu. Ukazal je zgraditi prehod v utrdbo in jo kasneje poimenoval dehali. Nekateri zgodovinarji verjamejo, da je Dhilli ali Dhillika prvotno ime za mesto, medtem ko drugi menijo, da bi ime lahko bilo popačeno hindustanskih besed dehleez ali dehali – oba izraza pomenita »prag« ali »prehod« – in simbolizira mesto kot prehod v Severnoindijsko nižavje.
Prebivalci Delhija se imenujejo Delhijci ali Dillivalas. Mesto se omenja v različnih idiomih severnih indo-arijskih jezikov. Primeri so:
- Abhī Dillī dūr hai (अभी दिल्ली दूर है / ابھی دلی دور ہے) ali njegova perzijska različica, Hanuz Dehli dur ast (هنوز دهلی د ور است), ki dobesedno pomeni 'Delhi je še daleč', kar se na splošno pove za nalogo ali potovanje še daleč od zaključka.
- Ās-pās barse, Dillī pānī tarse (आस-पास बरसे, दिल्ली पानी तरसे \ آس پاس برسے, د لی پانی ترسے), ki dobesedno pomeni 'Povsod lije, medtem ko Delhi leži izsušen'. Aluzija na včasih polsušno podnebje Delhija se idiomatsko nanaša na situacije pomanjkanja, ko je človek obkrožen z obiljem.

Oblika Delhi, ki se uporablja v latinici in nenavadno s h, ki sledi l, je nastala pod kolonialno vladavino in je popačen zapis, ki temelji na urdujskem imenu mesta (دہلی, Dehli).

## Zgodovina

### Staro in zgodnje srednjeveško obdobje
Tradicionalno je bilo sedem mest povezanih z regijo Delhi. Najzgodnejši, Indraprastha, je del literarnega opisa v sanskrtskem epu Mahabharata (nastal okoli 400 pr. n. št. do 200 n. št., vendar opisuje zgodnejši čas), ki umešča mesto na grič na bregovih reke Jamuna. Po besedah umetnostne zgodovinarke Catherine B. Asher se topografski opis Mahabharate ujema z območjem Purana Qila, utrdbe Delhijskega sultanata iz 14. stoletja našega štetja, vendar analogija ne seže dlje. Medtem ko Mahabharata govori o lepo okrašenem mestu z okoliškimi utrdbami, so izkopavanja prinesla »neenakomerne najdbe kulture poslikane sive keramike, značilne za 11. stoletje pr. n. št.; odkritih ni bilo nobenih znakov grajenega okolja, veliko manj utrdb«.
Najzgodnejše arhitekturne relikvije segajo v obdobje Maurija (okoli 300 pr. n. št.); leta 1966 so v bližini Srinivaspurija odkrili napis maurijskega cesarja Ašoke (273–235 pr. n. št.). V Delhiju je mogoče najti ostanke več večjih mest. Prvi od teh je bil v južnem delu današnjega Delhija. Kralj Tomara Radžput Anang Pal je zgradil Lal Kot in več templjev leta 1052. Čauhan Radžputi pod Vigraharadža IV. so osvojili Lal Kot sredi 12. stoletja in ga preimenovali v Qila Rai Pithora.

### Poznosrednjeveško obdobje
Prithviraj Čauhan je leta 1192 premagal Mohamad Gori v drugi bitki pri Tarainu. Qutb-ud-din Aibak je dobil odgovornost za upravljanje osvojenih ozemelj Indije, potem ko se je Gori vrnil v svojo prestolnico Gor. Ko je Gori leta 1206 umrl brez naslednika, je Qutb-ud-din prevzel nadzor nad Gorijevim indijskim posestvom in postavil temelje Delhijskemu sultanatu in mameluški dinastiji. Začel je graditi mošejo Qutub Minar in Quvat-al-Islam (Moč islama), najzgodnejšo obstoječo mošejo v Indiji. Njegov naslednik Iltutmiš (1211–1236) je utrdil turško osvajanje severne Indije. Qutub Minar, ki je na Unescovem seznamu svetovne dediščine v Delhiju, visok 72,5 m, je bil dokončan med vladavino sultana Iltutmiša v 13. stoletju. Čeprav ima njegov slog nekaj podobnosti z minaretom Džarkurgan, je bolj povezan z minareti Gaznavidov in Guridov v Srednji Aziji. Razia, Iltutmiševa hči, je po smrti prvega postala delhijska sultanka.
Naslednjih tristo let je Delhiju vladala turška in afganistanska dinastija Lodi. Zgradili so več utrdb in mestnih območij, ki so del sedmih mest Delhija. Delhi je bil v tem obdobju glavno središče sufizma. Mameluški sultanat (Delhi) je leta 1290 strmoglavil Džalal ud din Firuz Khaldži (1290–1320). Pod drugim vladarjem, Ala-ud-dinom Khaldžijem, je Delhijski sultanat razširil svoj nadzor južno od reke Narmada na Dekanu. Delhijski sultanat je dosegel največji obseg med vladavino Mohameda bin Tugluqa (1325–1351). Da bi spravil pod nadzor celotno Dekansko planoto, je svojo prestolnico preselil v Daulatabad, Maharaštra v osrednji Indiji. Vendar pa je z odmikom od Delhija izgubil nadzor nad severom in se bil prisiljen vrniti v Delhi, da bi vzpostavil red. Južne province so se nato odcepile. V letih po vladavini Firoz Šah Tughlaqa (1351–1388) je Ddelhijski sultanat hitro začel izgubljati oblast nad svojimi severnimi provincami. Delhi je leta 1398 zavzel in oplenil Timur, ki je pobil 100.000 ujetih civilistov. Propad Delhija se je nadaljeval pod dinastijo Sajid (1414–1451), dokler se sultanat ni zmanjšal na Delhi in njegovo zaledje. Pod afganistansko dinastijo Lodi (1451–1526) je sultanat ponovno prevzel nadzor nad Pandžabom in Severnoindijskim nižavjem, da bi znova dosegel prevlado nad Severno Indijo. Vendar je bilo okrevanje kratkotrajno in sultanat je leta 1526 uničil Babur, ustanovitelj mogulske dinastije.

### Zgodnje novoveško obdobje
{{glavni|Mogulsko cesarstvo]]
Leta 1526 je Babur, potomec Džingiskana in Timurja iz Ferganske doline v današnjem Uzbekistanu, vdrl v Indijo in premagal zadnjega sultana Lodijev v prvi bitki pri Panipatu ter ustanovil Mogulsko cesarstvo, ki je vladalo iz Delhija in Agre. Dinastija Mogulov je vladala Delhiju več kot tri stoletja, s šestnajstletnim premorom med vladavino Šer Šah Surija in Hemuja od 1540 do 1556. Šah Džahan je zgradil sedmo mesto Delhi, ki nosi njegovo ime Šahdžahanabad, ki je služilo kot prestolnica Mogulskega cesarstva od leta 1638 in je danes znano kot staro mesto ali Stari Delhi.
Po Aurangzebovi smrti leta 1707 je vpliv Mogulskega cesarstva hitro upadel, ko je hindujski imperij Marata iz Dekanske planote postal pomemben. Leta 1737 so sile Maratov, ki jih je vodil Badži Rao I., po zmagi proti Mogulom v prvi bitki za Delhi oplenile Delhi. Leta 1739 je Mogulsko cesarstvo v manj kot treh urah izgubilo veliko bitko pri Karnalu proti številčno premočni močnejši perzijski vojski, ki jo je vodil Nader Šah iz Perzije. Po svoji invaziji je popolnoma oplenil in izropal Delhi ter odnesel ogromno bogastvo, tudi pavji prestol, Daria-i-Noor in Koh-i-Noor. Moguli, močno dodatno oslabljeni, nikoli niso mogli premagati tega poraza in ponižanja, ki je prav tako pustilo odprto pot za nove osvajalce, vključno z Britanci. Nader Šah se je sčasoma strinjal, da bo zapustil mesto in Indijo, potem ko je mogulskega cesarja Mohameda Šaha I. prisilil, da ga je prosil za usmiljenje in mu podelil ključe mesta in kraljeve zakladnice. Po pogodbi, podpisani leta 1752, so Marati postali zaščitniki mogulskega prestola v Delhiju. Mesto so leta 1757 znova oplenile sile Ahmada Šaha Duranija, čeprav ni bilo priključeno Afganistanskemu imperiju in je bilo njegova vazalna država pod mogulskim cesarjem. Potem so se Marati spopadli in pridobili nadzor nad Delhijem od Mogulov. Do konca stoletja je Delhi prešel tudi pod nadzor države Bharatpur in Sikovskega imperija.

### Kolonialno obdobje
Leta 1803, med drugo anglo-maratsko vojno, so sile Britanske vzhodnoindijske družbe premagale sile Maratov v bitki pri Delhiju. Med indijskim uporom leta 1857 je Delhi po krvavem boju, znanem kot obleganje Delhija, padel v roke silam Vzhodnoindijske družbe. Mesto je prešlo pod neposredni nadzor britanske vlade leta 1858. Postalo je okrožna provinca Pandžaba. Leta 1911 je bilo objavljeno, da se bo prestolnica britanskih ozemelj v Indiji preselila iz Kalkute v Delhi. To je bilo uradno preneseno 12. decembra 1911.
Ime »New Delhi« je dobil leta 1927, nova prestolnica pa je bila slovesno odprta 13. februarja 1931. New Delhi je bil uradno razglašen za glavno mesto Indije po osamosvojitvi države 15. avgusta 1947. Od takrat se je razširil; njegov majhen del, ki je bil zgrajen med britanskim obdobjem, je postal neuradno znan kot Lutjensov Delhi.

### Razdelitev in poosamosvojitev
Med delitvijo Indije je okoli petsto tisoč hindujskih in sikovskih beguncev, predvsem iz Zahodnega Pandžaba, zbežalo v Delhi, medtem ko se je okoli tristo tisoč muslimanskih prebivalcev mesta preselilo v Pakistan. Etnični Pandžabci naj bi predstavljali vsaj 40 % celotnega prebivalstva Delhija in so pretežno hindujsko govoreči pandžabski hindujci. Migracije v Delhi iz preostale Indije se nadaljujejo (od leta 2013), kar prispeva k porastu prebivalstva Delhija bolj kot stopnja rodnosti, ki upada.
Zakon o reorganizaciji držav iz leta 1956 je ustvaril Unijsko ozemlje Delhi iz njegovega predhodnika, province glavnega komisarja Delhi. Zakon o ustavi (69. amandma) iz leta 1991 je ozemlje Unije Delhi razglasil za uradno znano kot ozemlje nacionalne prestolnice Delhi. Zakon je Delhiju podelil zakonodajno skupščino po civilni liniji, čeprav z omejenimi pooblastili.
Delhi je bil primarno prizorišče protisikovskih pogromov po vsej državi leta 1984, ki so po vladnih podatkih povzročili smrt okoli 2800 ljudi v mestu, čeprav so neodvisne ocene števila ubitih ljudi običajno višje. Nemire je sprožil atentat na Indiro Gandhi – takratno premierko Indije – s strani njenih telesnih stražarjev Sikov.
Leta 2001 so stavbo indijskega parlamenta v New Delhiju napadli oboroženi skrajneži in ubili šest varnostnikov. Indija je domnevala, da za napadom stojijo skrajne džihadistične skupine s sedežem v Pakistanu, ki je povzročil veliko diplomatsko krizo med državama. V letih 2005 in 2008 je prišlo do nadaljnjih terorističnih napadov v Delhiju, ki so povzročili skupno 92 smrtnih žrtev. Leta 2020 je bil Delhi priča najhujšemu skupnemu nasilju v zadnjih desetletjih. V nemirih, ki so jih v glavnem povzročile hindujske tolpe, ki so napadle muslimane, je bilo ubitih 53 ljudi, dve tretjini sta bili muslimani in ostali hindujci.

## Geografija
Delhi leži v severni Indiji na 28°37′N 77°14′E / 28.61°N 77.23°E. Mesto na severni, zahodni in južni strani meji na državo Harjana, na vzhodu pa na državo Utar Pradeš (UP). Dve vidni značilnosti geografije Delhija so poplavne ravnice reke Jamuna in greben Delhija. Reka Jamuna je bila zgodovinska meja med Pandžabom in UP, njene poplavne ravnice pa zagotavljajo rodovitno aluvialno zemljo, primerno za kmetijstvo, vendar so nagnjene k ponavljajočim se poplavam. Jamuna, sveta reka v hinduizmu, je edina večja reka, ki teče skozi Delhi. Reka Hindon ločuje Ghaziabad od vzhodnega dela Delhija. Greben Delhija izvira iz pogorja Aravali na jugu in obkroža zahodni, severovzhodni in severozahodni del mesta. Doseže višino 318 m in je dominantna značilnost regije.
Poleg mokrišč, ki jih je oblikovala reka Jamuna, Delhi še naprej ohranja več kot 500 ribnikov (mokrišča < 5 ha), ki podpirajo veliko število vrst ptic. Ribniki v Delhiju kljub ekološkemu poslabšanju zaradi odlaganja smeti in betoniranja podpirajo največje število vrst ptic, za katere je znano, da uporabljajo ribnike kjer koli na svetu. Obstoječa politika v Delhiju preprečuje spreminjanje mokrišč in je povsem nenamerno pripeljala do tega, da so mestni ribniki postali neprecenljivo zatočišče za ptice.
Ozemlje nacionalne prestolnice Delhi pokriva površino 1483 km², od tega je 783 km² označenih za podeželje in 700 km² za mesta, zaradi česar je največje mesto glede na površino v državi. Dolžina je 51,9 km  in širina 48,48 km. Delhi je vključen v indijsko seizmično cono IV, kar kaže na njegovo ranljivost za močne potrese.

### Podnebje
Delhi ima suho-zimsko vlažno subtropsko podnebje (Köppen Cwa), ki meji na vroče polsušno podnebje (Köppen BSh). Topla sezona traja od 21. marca do 15. junija s povprečno visoko dnevno temperaturo nad 39 °C. Najbolj vroč dan v letu je običajno med 26. in 30. majem, s povprečno najvišjo temperaturo 42 °C in najnižjo 27 °C.. Hladna sezona traja od 26. novembra do 9. februarja s povprečno visoko dnevno temperaturo pod 20 °C. Najhladnejši dan v letu je običajno med 16. in 20. januarjem, s povprečno najnižjo temperaturo 7 °C in najvišjo 20 °C. V začetku marca se smer vetra spremeni iz severozahodne v jugozahodno. Od aprila do oktobra je vreme vroče. Monsun nastopi konec junija, skupaj s povečanjem vlažnosti. Kratka, mila zima se začne konec novembra, doseže vrhunec januarja in pogosto se pojavi močna megla.
| Podnebni podatki za Delhi (Safdarjung)  | Podnebni podatki za Delhi (Safdarjung) | Podnebni podatki za Delhi (Safdarjung) | Podnebni podatki za Delhi (Safdarjung) | Podnebni podatki za Delhi (Safdarjung) | Podnebni podatki za Delhi (Safdarjung) | Podnebni podatki za Delhi (Safdarjung) | Podnebni podatki za Delhi (Safdarjung) | Podnebni podatki za Delhi (Safdarjung) | Podnebni podatki za Delhi (Safdarjung) | Podnebni podatki za Delhi (Safdarjung) | Podnebni podatki za Delhi (Safdarjung) | Podnebni podatki za Delhi (Safdarjung) | Podnebni podatki za Delhi (Safdarjung) |
| Mesec                                   | Jan                                    | Feb                                    | Mar                                    | Apr                                    | Maj                                    | Jun                                    | Jul                                    | Avg                                    | Sep                                    | Okt                                    | Nov                                    | Dec                                    | Letno                                  |
| --------------------------------------- | -------------------------------------- | -------------------------------------- | -------------------------------------- | -------------------------------------- | -------------------------------------- | -------------------------------------- | -------------------------------------- | -------------------------------------- | -------------------------------------- | -------------------------------------- | -------------------------------------- | -------------------------------------- | -------------------------------------- |
| Rekordno visoka temperatura °C          | 30.0                                   | 34.1                                   | 40.6                                   | 45.6                                   | 47.2                                   | 46.7                                   | 45.0                                   | 42.0                                   | 40.6                                   | 39.4                                   | 36.1                                   | 29.3                                   | 47.2                                   |
| Povprečna visoka temperatura °C         | 21.0                                   | 23.5                                   | 29.2                                   | 36.0                                   | 39.2                                   | 38.8                                   | 34.7                                   | 33.6                                   | 34.2                                   | 33.0                                   | 28.3                                   | 22.9                                   | 31.2                                   |
| Povprečna dnevna temperatura °C         | 14.3                                   | 16.8                                   | 22.3                                   | 28.8                                   | 32.5                                   | 33.4                                   | 30.8                                   | 30.0                                   | 29.5                                   | 26.3                                   | 20.8                                   | 15.7                                   | 25.1                                   |
| Povprečna nizka temperatura °C          | 7.6                                    | 10.1                                   | 15.3                                   | 21.6                                   | 25.9                                   | 27.8                                   | 26.8                                   | 26.3                                   | 24.7                                   | 19.6                                   | 13.2                                   | 8.5                                    | 19.0                                   |
| Rekordno nizka temperatura °C           | −0.6                                   | 1.6                                    | 4.4                                    | 10.7                                   | 15.2                                   | 18.9                                   | 20.3                                   | 20.7                                   | 17.3                                   | 9.4                                    | 3.9                                    | 1.1                                    | −0.6                                   |
| Povprečna količina padavin mm           | 19                                     | 20                                     | 15                                     | 21                                     | 25                                     | 70                                     | 237                                    | 235                                    | 113                                    | 17                                     | 9                                      | 9                                      | 790                                    |
| Povp. št. dni s padavinami (≥ 1.0 mm)   | 1.7                                    | 2.5                                    | 2.5                                    | 2.0                                    | 2.8                                    | 5.5                                    | 13.0                                   | 12.1                                   | 5.7                                    | 1.7                                    | 0.6                                    | 1.6                                    | 51.7                                   |
| Povprečna relativna vlažnost (%)        | 63                                     | 55                                     | 47                                     | 34                                     | 33                                     | 46                                     | 70                                     | 73                                     | 62                                     | 52                                     | 55                                     | 62                                     | 54                                     |
| Povp. št. sončnih ur                    | 214.6                                  | 216.1                                  | 239.1                                  | 261.0                                  | 263.1                                  | 196.5                                  | 165.9                                  | 177.0                                  | 219.0                                  | 269.3                                  | 247.2                                  | 215.8                                  | 2.684,6                                |
| Vir 1: NOAA                             |                                        |                                        |                                        |                                        |                                        |                                        |                                        |                                        |                                        |                                        |                                        |                                        |                                        |
| Vir 2: Indian Meteorological Department |                                        |                                        |                                        |                                        |                                        |                                        |                                        |                                        |                                        |                                        |                                        |                                        |                                        |

### Onesnaževanje zraka
Po podatkih Svetovne zdravstvene organizacije (WHO) je bil Delhi leta 2014 najbolj onesnaženo mesto na svetu. Leta 2016 je WHO Delhi znižal na enajsto najslabše mesto v zbirki podatkov o kakovosti zraka v mestih. Po eni oceni onesnažen zrak vsako leto povzroči smrt približno 10.500 ljudi. Indeks kakovosti zraka je na splošno zmerna (101–200) raven med januarjem in septembrom, nato pa se drastično poslabša na zelo slabo (301–400), hudo (401–500) ali nevarno (500+) raven v treh mesecih med oktobrom in decembra, zaradi različnih dejavnikov, vključno s sežiganjem strnišča, gorenjem petard med Divalijem in hladnim vremenom. Med letoma 2013–2014 so se najvišje ravni finih trdnih delcev (PM) povečale za približno 44 %, predvsem zaradi visokih izpustov iz vozil in industrije, gradbenih del in sežiganja posevkov v sosednjih državah. Ima najvišjo raven trdnih delcev v zraku, PM2,5, ki velja za najbolj škodljivega za zdravje, s 153 mikrogrami.
Naraščajoča raven onesnaženosti zraka je znatno povečala obolenja, povezana s pljuči (zlasti astmo in pljučni rak), med otroki in ženskami v Delhiju. Gost smog in megla pozimi povzročita vsako leto velike motnje v letalskem in železniškem prometu. Po navedbah indijskih meteorologov je povprečna najvišja temperatura med zimami od leta 1998 opazno upadla zaradi naraščajočega onesnaženja zraka.
Indijsko ministrstvo za znanosti o Zemlji je oktobra 2018 objavilo raziskovalni članek, v katerem je skoraj 41 % onesnaženosti zraka PM2,5 v Delhiju pripisalo emisijam iz vozil, 21,5 % prahu/požaru in 18 % industriji. Direktor Centra za znanost in okolje (CSE) je trdil, da Združenje indijskih avtomobilskih proizvajalcev (SIAM) lobira 'proti poročil', ker je 'neprimerno' za avtomobilsko industrijo. Okoljevarstveniki so tudi kritizirali vlado v Delhiju, ker ni storila dovolj za omejitev onesnaževanja zraka in obveščanje ljudi o vprašanjih kakovosti zraka. Leta 2014 se je okoljski odbor pritožil na indijsko vrhovno sodišče, da uvede 30-odstotni davek na dizelske avtomobile, vendar do danes ni bil sprejet noben ukrep za kaznovanje avtomobilske industrije.
Večina prebivalcev Delhija se ne zaveda alarmantnih stopenj onesnaženosti zraka v mestu in s tem povezanih zdravstvenih tveganj. Leta 2020 je letno povprečje PM2,5 v mestu znašalo 107,6 µg/m³, kar je skoraj 21,5-krat več od smernice WHO za PM2,5 (5 µg/m³; določeno septembra 2021). Ocenjuje se, da te stopnje onesnaženosti skrajšajo pričakovano življenjsko dobo povprečne osebe, ki živi v Delhiju, za skoraj 10,1 let.
Vendar pa je od leta 2015 ozaveščenost, zlasti med tujo diplomatsko skupnostjo in Indijci z visokimi dohodki, opazno naraščala. Od sredine 1990-ih je Delhi sprejel nekaj ukrepov za zmanjšanje onesnaženosti zraka – ima tretje največje število dreves med indijskimi mesti; Delhi Transport Corporation upravlja največjo floto okolju prijaznega stisnjenega zemeljskega plina (CNG) na svetu za avtobuse. Leta 1996 je CSE sprožil tožbo v javnem interesu na indijskem vrhovnem sodišču, ki je leta 1998 odredilo predelavo voznega parka avtobusov in taksijev v Delhiju na CNG in prepovedalo uporabo osvinčenega bencina. Leta 2003 je Delhi zmagal na ministrstvu Združenih držav Amerike. prve nagrade Energy 'Mednarodni partner leta za čista mesta' za njena »drzna prizadevanja za omejitev onesnaževanja zraka in podporo pobudam za alternativna goriva«. Metroju v Delhiju pripisujejo tudi zasluge za znatno zmanjšanje onesnaževal zraka v mestu.
Vendar pa je po mnenju več avtorjev večina teh pridobitev izgubljena, zlasti zaradi kurjenja strnišča, povečanja tržnega deleža dizelskih avtomobilov in znatnega upada števila avtobusov. Po podatkih CSE in sistema vremenske napovedi in raziskav kakovosti zraka (SAFAR) sežiganje kmetijskih odpadkov v bližnjih regijah Pandžab, Harjana in Utar Pradeš povzroči močno okrepitev smoga nad Delhijem.

### Državna uprava
Trenutno je NCT Delhi sestavljen iz enega oddelka, 11 okrožij, 33 pododdelkov, 59 popisnih mest in 300 vasi.
Po drugi strani je NCT Delhija razdeljen na tri občine. Meje občin se lahko razlikujejo od meja okrožij.
1. Mestna korporacija Delhija (MCD), ki zavzema površino 1397,3 km² in je razdeljena na 12 območij, to so Center, Jug, Zahod, Nadžafgarh, Rohini, Civil Lines, Karol Bagh, SP-City, Kešavpuram, Narela, Šahdara North in Šahdara South.
2. Občina New Delhi, ki zavzema površino 42,7 km²
3. Kanton Delhi, ki zavzema površino 42,3 km²

Med 13. januarjem 2011 in 22. majem 2022 je bilo MCD razdeljeno na tri občinske družbe:
1. South Delhi Municipal Corporation (SDMC) je imela jurisdikcijo nad območji Južni in Zahodni Delhi, vključno z Mahipalpurjem, Rajouri Gardenom, Uttam Nagarjem, Badarpurjem, Jaitpurjem, Janakpurijem, Hari Nagarjem, Tilak Nagarjem, Dwarko, Jungpuro, Greater Kailashom, R K Puramom, Malviya Nagarjem, Kalkaji, Ambedkar Nagar in Pul pehladpur.
2. North Delhi Municipal Corporation (NDMC) je imela jurisdikcijo nad območji, kot so Badli, Rithala, Bawana, Kirari, Mangolpuri, Tri Nagar, Model Town, Sadar Bazar, Chandni Chowk, Matia Mahal, Karol Bagh, Moti Nagar
3. East Delhi Municipal Corporation (EDMC) je imela jurisdikcijo nad območji, kot so Patparganj, Kondli, Laxmi Nagar, Seemapuri, Gonda, Karawal Nagar, Babarpur in Shahadra.

Delhi je dom višjega sodišča v Delhiju. Višje sodišče v Delhiju je najvišje sodišče v Delhiju pred vrhovnim sodiščem. Visoko sodišče v Delhiju je tako kot vrhovno sodišče in druga višja sodišča v Indiji glavno sodišče. Delhi je tudi dom različnih okrožnih sodišč glede na jurisdikcije. Delhi ima trenutno sedem okrožnih sodišč, in sicer Tis Hazari Court Complex, Karkardooma Court Complex, Patiala House Court Complex, Rohini Court Complex, Dwarka Courts Complex, Saket Court Complex in Rouse Avenue Court. Poleg okrožnih sodišč ima Delhi tudi potrošniška sodišča, sodišča CBI, delovna sodišča, davčna sodišča, vojaška sodišča, sodišča za elektriko, sodišča za železnice in druga različna sodišča v skladu z ustreznimi jurisdikcijami.
Za policijske namene je Delhi razdeljen na petnajst policijskih okrožij, ki so nadalje razdeljena na 95 območij lokalnih policijskih postaj. Delhi ima trenutno 180 policijskih postaj.

## Gospodarstvo
Delhi je največje trgovsko središče v severni Indiji. Od leta 2016 so bile nedavne ocene gospodarstva mestnega območja Delhija okoli 370 milijard USD (BDP metroja po paritetni moči), kar ga uvršča med najbolj ali drugo najbolj produktivno metro območje Indije. Nominalni GSDP NCT Delhija za obdobje 2016–2017 je bil ocenjen na 6224 milijard ₹ (78 milijard ameriških dolarjev), kar je 13 % več kot v obdobju 2015–16.
Glede na ekonomsko raziskavo v Delhiju (2005–2006) terciarni sektor prispeva 70,95 % bruto SDP Delhija, sledita mu sekundarni in primarni sektor s 25,20 % oziroma 3,85 % prispevkov. Delhijska delovna sila predstavlja 32,82 % prebivalstva in se je med letoma 1991 in 2001 povečala za 52,52 %. Stopnja brezposelnosti v Delhiju se je zmanjšala z 12,57 % v letih 1999–2000 na 4,63 % v letu 2003. Decembra 2004 je bilo v Delhiju v različnih programih izmenjave zaposlitve registriranih 636.000 ljudi.
Leta 2018 je bila skupna delovna sila v nacionalnih in državnih vladah ter kvazivladnem sektorju 594.000, zasebni sektor pa je zaposloval 273.000. Ključne storitvene panoge so informacijska tehnologija, telekomunikacije, hoteli, bančništvo, mediji in turizem. Za mestno gospodarstvo so pomembne tudi gradbeništvo, elektrika, zdravstvene in skupnostne storitve ter nepremičnine. Delhi ima eno največjih in najhitreje rastočih maloprodajnih industrij v Indiji. Precej se je povečala tudi proizvodnja, saj so podjetja za potrošniško blago ustanovila proizvodne enote in sedeže v mestu. Velik potrošniški trg Delhija in razpoložljivost kvalificirane delovne sile sta pritegnila tudi tuje naložbe. Leta 2001 je proizvodni sektor zaposloval 1.440.000 delavcev, mesto pa je imelo 129.000 industrijskih enot.

## Demografija
Po popisu prebivalstva v Indiji leta 2011 je prebivalstvo NCT v Delhiju 16.753.235. Ustrezna gostota prebivalstva je bila 11.297 oseb na km² z razmerjem med spoloma 866 žensk na 1000 moških in stopnjo pismenosti 86,34 %. Dvarka Sub City, največje načrtovano stanovanjsko območje v Aziji, je znotraj ozemlja nacionalne prestolnice Delhi. Širitev mest je privedla do tega, da se urbano območje Delhija zdaj šteje, da sega čez meje NCT in vključuje kraje in mesta sosednjih zveznih držav, vključno s Faridabadom in Gurgaonom v Harjani ter Ghaziabadom in Noido v Utar Pradešu, katerih skupno število prebivalcev ocenjuje Združeni narodi bodo presegli 28 milijonov. Po podatkih ZN je zaradi tega mestno območje Delhija drugo največje mestno območje na svetu za Tokiom, čeprav Demographia razglaša mestno območje Džakarte za drugo največje. Popis iz leta 2011 je zagotovil dve številki za prebivalstvo mestnega območja: 16.314.838 znotraj meje NCT in 21.753.486 za razširjeno urbano območje. Regionalni načrt iz leta 2021, ki ga je izdala indijska vlada, je preimenoval razširjeno urbano območje iz metropolitanskega območja Delhija (DMA), kot je opredeljeno v načrtu iz leta 2001, v regijo osrednje nacionalne prestolnice (CNCR). Približno 49 % prebivalcev Delhija živi v barakarskih naseljih in nedovoljenih kolonijah brez kakršnih koli javnih ugodnosti. Večina teh barakarskih naselij nima ustreznih osnovnih zmogljivosti in po poročilu DUSIB skoraj 22 % ljudi opravlja defekacijo na odprtem.
- Hindujski Lašminarajan Mandir je leta 1933 slovesno odprl Mahatma Gandhi
- Molitvena dvorana Sikh Gurudvara Sis Gandž Sahib v Čandni Čovku v Starem Delhiju iz leta 1783

Hinduizem je prevladujoča vera v Delhiju, z 81,68 % prebivalcev Delhija, sledijo mu islam (12,86 %), sikizem (3,40 %), džainizem (0,99 %), krščanstvo (0,87 %) in budizem (0,11 %). Druge manjšinske religije so zoroastrstvo, bahaizem in judovstvo.
Glede na 50. poročilo komisarja za jezikovne manjšine v Indiji, ki je bilo predloženo leta 2014, je hindijščina najbolj govorjeni jezik v Delhiju, z 80,94 % govorcev, sledijo pa mu pandžabi (7,14 %), urdu (6,31 %) in bengalščina (1,50 %). 4,11 % Delhitov govori druge jezike. Hindujščina je tudi uradni jezik Delhija, medtem ko sta urdu in pandžabi razglašena za dodatna uradna jezika.

## Kulinarika
Delhi je kot indijska nacionalna prestolnica in stoletja stara mogulska prestolnica vplival na prehranjevalne navade svojih prebivalcev in od tam izvira mogulska kuhinja. Poleg indijske kuhinje so med prebivalci priljubljene tudi različne mednarodne kuhinje. Pomanjkanje prehrambenih navad med prebivalci mesta je ustvarilo edinstven slog kuhanja, ki je postal priljubljen po vsem svetu, z jedmi, kot so kebab, birjani, tandori. Klasične mestne jedi vključujejo maslenega piščanca, dal makhani, šahi paneer, aloo čaat, čaat, dahi bhalla, kačori, panipuri, samosa, čole bhature, čole kulče, gulab džamun, džalebi in lasi.:40–50, 189–196
Hitre življenjske navade prebivalcev Delhija so spodbudile rast lokalov z ulično hrano. Med prebivalci je priljubljen trend obedovanja v lokalnih dhabasih. Odmevne restavracije so v zadnjih letih postale priljubljene, med priljubljenimi restavracijami so Karim Hotel, Punjab Grill in Bukhara. Gali Paranthe Wali (ulica ocvrtega kruha) je ulica v kraju Čandni Čovk, namenjena predvsem restavracijam s hrano od leta 1870. Skoraj vsa ulica je zasedena s stojnicami s hitro hrano ali uličnimi prodajalci. Skoraj tradicija je postala, da je skoraj vsak indijski premier vsaj enkrat obiskal ulico, da bi jedel parato. Na tem območju so na voljo tudi druge indijske kuhinje, čeprav je ulica specializirana za hrano severne Indije.

## Pobratena mesta
Delhi ima uradne povezave z naslednjimi mesti:
- Chicago in Los Angeles, Združene države Amerike
- 'Kuala Lumpur', Malezija
- London, Združeno kraljestvo
- Moskva, Rusija
- Tokio, Japonska
- Ulan Bator, Mongolija
- Seul, Južna korelja
- Sydney, Avstralija
- Pariz, Francija